# Strepitose Parkers
Strepitose Parkers è una serie televisiva statunitense, trasmessa in Italia da Rai 2. La serie nasce come spin-off della serie Moesha. Dal suo debutto nel 1999 fino al 2002 è stata la serie più guardata dagli africani d'America.

## Trama
Strepitose Parkers è incentrato sul rapporto madre e figlia che frequentano entrambe il Santa Monica College. Quando la possente Nikki Parker (Mo'Nique) scopre di essere incinta, lascia la scuola per prendersi cura della figlia Kim (Countess Vaughn). Ora che Kim è cresciuta, Nikki decide di tornare di nuovo a scuola; precisamente la scuola che frequenta anche la figlia, innamorandosi del professore di lei. Kim inizialmente è contraria a questa scelta, ma più avanti accetterà la cosa. Durante la serie, la relazione madre-figlia crescerà sempre di più. Nikki capisce che la figlia è abbastanza grande per poter vivere da sola. Kim si rende conto che quella che credeva una madre, ora è molto di più.

## Episodi
La serie è approdata in Italia nel gennaio 2004 poco prima che essa terminasse nel suo paese d'origine, nel marzo 2004. In Italia è stata trasmessa da Rai 2.
| Stagione         | Episodi | Prima TV originale | Prima TV Italia |
| ---------------- | ------- | ------------------ | --------------- |
| Prima stagione   | 22      | 1999-2000          | 2004            |
| Seconda stagione | 23      | 2000-2001          |                 |
| Terza stagione   | 22      | 2001-2002          |                 |
| Quarta stagione  | 25      | 2002-2003          |                 |
| Quinta stagione  | 19      | 2003-2004          |                 |

## Il doppiaggio italiano
Il doppiaggio è stato curato da CDL grazie a Rodolfo Bianchi.

## Premi e riconoscimenti
Sin dal primo anno di messa in onda ha guadagnato un sostanzioso numero di candidature e vittorie.
| Anno | Risultato | Award       | Categoria                                           | Artista       |
| ---- | --------- | ----------- | --------------------------------------------------- | ------------- |
| 2001 | Nominato  | Image Award | Migliore serie comica                               |               |
| 2001 | Vinto     | Image Award | Miglior attrice in una serie comica                 | Mo'Nique      |
| 2002 | Nominato  | Image Award | Miglior attore non protagonista in una serie comica | Dorien Wilson |
| 2002 | Nominato  | Image Award | Miglior attrice di supporto in una serie comica     | Yvette Wilson |
| 2002 | Vinto     | Image Award | Miglior attrice in una serie comica                 | Mo'Nique      |
| 2003 | Nominato  | Image Award | Miglior attrice in una serie comica                 | Mo'Nique      |
| 2003 | Nominato  | Image Award | Miglior serie comica                                |               |
| 2004 | Vinto     | Image Award | Miglior attore non protagonista in una serie comica | Dorien Wilson |
| 2004 | Vinto     | Image Award | Miglior attrice in una serie comica                 | Mo'Nique      |
| 2005 | Nominato  | Image Award | Miglior attore non protagonista in una serie comica | Dorien Wilson |
| 2005 | Vinto     | Image Award | Miglior attrice in una serie comica                 | Mo'Nique      |

| Anno | Risultato | Award               | Categoria                                                         | Artista                    |
| ---- | --------- | ------------------- | ----------------------------------------------------------------- | -------------------------- |
| 2003 | Vinto     | Young Artist Awards | Migliore performance in una serie TV comica/giovane attore ospite | Christopher Michael Massey |
| 2004 | Nominato  | BET Comedy Awards   | Miglior serie comica                                              |                            |
| 2004 | Nominato  | BET Comedy Awards   | Migliore direzione per una serie comica                           |                            |
| 2004 | Nominato  | BET Comedy Awards   | Migliore sceneggiatura per una serie comica                       |                            |
| 2004 | Nominato  | BET Comedy Awards   | Miglior attore non protagonista in una serie comica               | Dorien Wilson              |
| 2004 | Nominato  | BET Comedy Awards   | Miglior protagonista (attrice conduttrice) in una serie comica    | Mo'Nique                   |